# Супровід (геральдика)
Супровід (лат. comitatum, фр. accote, англ. accoste або besided, італ. accostato, нім. beseitet, нижн. нім. begeleed) — геральдичний термін, що описує розміщення гербових фігур на геральдичному щиті чи полі відносно головної фігури.

## Опис
У полі герба може бути дві і більше геральдичних фігур. Перша фігура (головна фігура) супроводжується іншими меншими фігурами. Якщо фігури на гербі розташовані лише з одного боку від головної фігури, то в описі герба це має бути описано їх розташуванням як ліворуч чи праворуч. Якщо дві другорядні фігури розташовані з обох боків, використовується спеціальний термін — супровід. Коли кількість фігур більша, термін змінюється між супроводом і супроводом[уточнити].
Геральдичні фігури можуть бути різними.
Наприклад,
- на гербі міста Фьокламаркт: стовп із срібною хвилею, супроводжуваний з обох боків вежами — головною фігурою є стовп, тут герб також хоче підкреслити розташування місто по обидва боки річки (Vökla);
- на гербі міста Ворожба Богородиця у супроводі зірок;
- на гербі міста Лебедин лебідь у супроводі колоса і шаблі;
- на гербі міста Лебедин давньоруський воїн у супроводі золотих башт давньоруського міста з відкритими воротами.

## Галерея

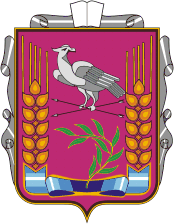
Герб Лозівського району
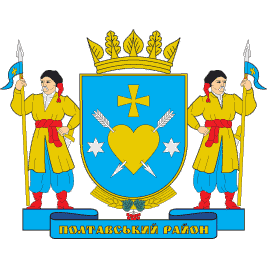
Герб Полтавського району
Герб Святошинського району
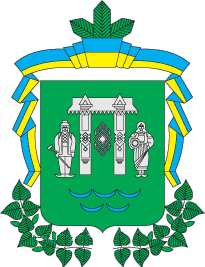
Герб Вижницького району
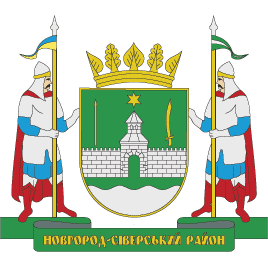
Герб Новгород-Сіверського району
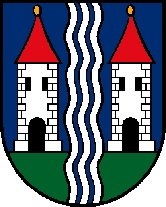
Фьокламаркт
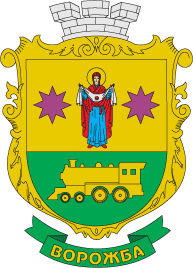
Ворожба
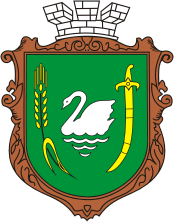
Лебедин
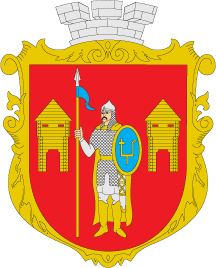
Путивль
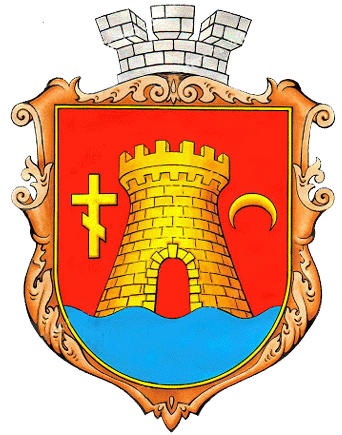
Очаків